# Aston Martin DB2
Aston Martin DB2 är en sportbil, tillverkad av den brittiska biltillverkaren Aston Martin mellan 1950 och 1953.
Astons nya bil presenterades på New York Auto Show 1950. Den var försedd med Lagondas twin cam-sexa. David Brown hade köpt företaget för att få rätten till denna W O Bentley-konstruktion, som passade mycket bättre i Aston Martins sportbilar än Astons egen gamla stötstångsfyra. Från 1951 erbjöds även en starkare Vantage-variant.
DB2 tillverkades i 411 exemplar.
Varianter:
| Modell      | Årsmodell | Motor               | Cylindervolym | Effekt | Bränsle           |
| ----------- | --------- | ------------------- | ------------- | ------ | ----------------- |
| DB2         | 1950-53   | 6-cyl radmotor dohc | 2580 cm³      | 105 hk | 2 st SU förgasare |
| DB2 Vantage | 1951-53   | 6-cyl radmotor dohc | 2580 cm³      | 125 hk | 2 st SU förgasare |